# 박인
박인(朴仁, 1960년 9월 25일 ~ )은 대한민국의 정치인이다. 제12대 경상남도의원이다. 제4대 양산시의원(2007. 4.~2010. 6.), 제10대 경상남도의원(2014. 7.~2016. 1.)을 지냈다. 경상남도 양산시 삼성동 출생이다.

## 학력
- 1967. 3.~1973. 2. 서창국민학교 졸업
- 1973. 3.~1976. 2. 개운중학교 졸업
- 1976. 3.~1979. 2. 금오공업고등학교 졸업
- ~1991 울산대학교 경영학과 학사 졸업
- ~2013 연세대학교 행정대학원 지방자치도시행정 석사 졸업

## 경력
- 육군하사관 5년 중사 복무
- 1987. 3. 울산대학교 총대의원회 의장
- 통일민주당 수석 부총재 최형우 비서
- 제13대 대통령 선거 개표 참관인
- 주간신문사 울산광장 전 발행인
- 정치개혁협의회 울산지부장
- 울산대학교 민주동문회 고문
- 신정치개혁당 대표 최고위원 박찬종 특별보좌역
- 신정치개혁당 공해대책 특별위원회 위원장
- 신정치개혁당 울산시 남구 지구당 위원장
- 제14대 대통령 선거 박찬종 후보 경상남도 선거대책본부 상임 부본부장
- 박찬종 서울시장 후보 선대본부 대외협력위원장·특별유세단장
- 서창지구 택지개발 정당보상 대책위원회 사무국장
- 국민신당 이인제 대통령 후보 선대본부 경상남도 직능 본부장 및 연설원
- 새양산미래연구소 소장
- (사)전국아파트연합회 양산시지부 자문위원
- 개운중학교 동창회 사무국장·동창회장 특보
- 서창초등학교 체육진흥회 감사
- 양산시육공회 기획이사
- 생활체육 덕계축구회 자문위원
- 울산대학교 민주동문회 고문
- 비젼 2000 양산사랑 대표
- (재)우불장학회 설립추진위 위원
- 서창상가 번영회 고문
- 웅상향토문화보존회 회원
- 하우웹커뮤니케이션(영산대학교 창업보육센터소) 대표
- 도시발전정책연구소 <양산사랑> 대표
- 양산참여자치시민연대 감사
- 개혁국민정당 당원
- 신당연대 발기인
- 열린우리당 창당발기인
- 양산신문 관리이사
- 새부산 콘크리트 이사
- 좋은생각나눔회 홍보이사
- 열린우리당 나눔운동본부 양산시 본부장
- 양산시장 열린우리당 경선 후보
- 열린우리당 경남도당 민생경제 특별위원회 위원장
- 열린우리당 중앙당 클린선거실천위원회 위원
- 부부 장기기증 서약
- (재)사랑의 장기기증운동 본부
- 2007. 3. 27. 열린우리당 탈당[1]
- 2007. 4.~2010. 6. 제4대 경상남도 양산시의회 의원
- 2007. 4.~2008. 7. 제4대 경상남도 양산시의회 전반기 의회운영위원회 위원
- 2007. 4.~2008. 7. 제4대 경상남도 양산시의회 전반기 산업건설위원회 위원
- 2007. 7.~2010. 6. 제13·14대 민주평화통일자문회의 양산시 협의회 간사
- 2008. 7.~2010. 6. 제4대 경상남도 양산시의회 후반기 산업건설위원회 위원
- 2008. 7.~2010. 6. 제4대 경상남도 양산시의회 후반기 예산결산특별위원회 위원
- 2008. 7. 25. 한나라당 입당
- 2009. 9. 10. 28. 재보궐선거 한나라당 경남도당 선거대책위원회 부위원장
- 2009. 3.~2009. 3. 제4대 경상남도 양산시의회 관내사설공원묘원허가(관리현황)와사회복지시설·새마을회관건립등에대한행정사무조사특별위원회 위원·예산결산및공유재산관리계획심사특별위원회 위원
- 2009. 12.~2009. 12. 제4대 경상남도 양산시의회 예산결산및공유재산관리계획심사특별위원회 위원
- 2010. 7.~2012. 1. 국회의장 비서실 비서관
- 2012. 3. 제19대 국회의원 선거 새누리당 경남선거대책위원회 부위원장
- 2012. 6. 학교폭력예방총연합회 상임 자문위원
- 2012. 10. 제18대 대통령 선거 새누리당 박근혜 후보 중앙선거대책위원회 조직총괄본부 3040특별본부 정책위원장
- 2012. 10. 제18대 대통령 선거 새누리당 박근혜 후보 중앙선거대책위원회 조직총괄본부 국민행복네트워크본부 자문위원
- 2012. 10. 제18대 대통령 선거 새누리당 박근혜 후보 중앙선거대책위원회 조직총괄본부 통합대책특별본부 경남양산총괄단장
- 2013. 12.~ 백세시대 나눔운동본부 경상남도 양산시지회 지회장
- 영산대학교 법경대학 자문교수
- 제10대 경상남도의회 새누리당 원내총무
- 2014. 7.~2016. 1. 제10대 경상남도의회 의원
- 2014. 7.~2016. 1. 제10대 경상남도의회 건설소방위원회 위원
- 2014. 7.~2016. 1. 제10대 경상남도의회 예산결산특별위원회 위원
- 2014. 11.~2014. 11. 제10대 경상남도의회 건설소방위원회 행정사무감사 위원
- 2015. 11.~2015. 11. 제10대 경상남도의회 건설소방위원회 행정사무감사 위원
- 제10대 경상남도의회 제2회 추가경정세입.세출예산 교육청소관 예산결산특별위원회 부위원장
- 제10대 경상남도의회 2015년도 경상남도 제1회 추가경정세입·세출예산 예산결산특별위원회 위원장
- 2016. 3.~ 영산대학교 글로벌비즈니스대학 자문교수
- 2016. 3. 28. 새누리당 탈당
- 2020. 1. 9. 자유한국당 복당
- 2022. 7. ~ 제12대 경상남도의회 의원
  - 제12대 경상남도의회 전반기 예산결산특별위원회 위원장
  - 2024.07 ~ 제12대 경상남도의회 후반기 부의장
  - 2024.07 ~ 제12대 경상남도의회 후반기 문화복지위원회 위원

## 수상
- 2009 대통령 표창

## 역대 선거 결과
|  | 2.69% |

|  | 4.40% |

|  | 5.17% |

|  | 26.11% |

|  | 11.00% |

|  | 38.11% |

|  | 28.58% |

|  | 65.58% |

|  | 10.88% |

|  | 20.78% |

|  | 65.14% |